# Alexia Kammenou

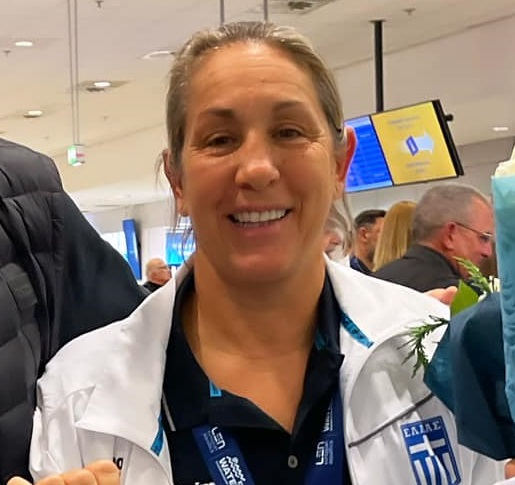
Alexia Kammenou 2024

Alexia Kammenou (griechisch Αλεξία Καμμένου, * 25. Juli 1969 in Vouliagmeni) ist eine griechische Wasserballspielerin, die nach ihrer aktiven Sportkarriere Trainerin für Wasserball wurde.

## Leben und Karriere
1987 war Kammenou Mitglied der griechischen Wasserball Frauennationalmannschaft, als diese zum ersten Mal zu einem internationalen Turnier fuhr. Ihr Team erreichte den vierten Platz in Europa und den fünften weltweit. 1998 kam sie als Wasserballspielerin mit ihrem Team auf den 8. Platz bei den Weltmeisterschaften in Australien. Bei den Qualifikationsspielen zu den Olympischen Sommerspielen 2000 in Sydney war sie Kapitänin der Frauenmannschaft. Griechenland konnte sich allerdings nicht qualifizieren und verpasste die Teilnahme.
Sie wurde viermal griechische Meisterin mit dem Wassersportverein Vouliagmeni (1991, 1993, 1994, 1997) und spielte auch für den Sportverein PAOK (2004, 2005). Insgesamt schoss sie 230 Tore in ihrer Karriere als Spielerin von 1988 bis 2005. Für die griechische Nationalmannschaft erzielte sie 82 Tore. Als die Mannschaft bei den Olympischen Sommerspielen 2004 in Athen die Silbermedaille im Wasserball gewann, war Kammenou nicht mehr im Team. Nach ihrer aktiven Zeit wurde sie Wasserball Trainerin.
Als Trainerin des Wassersportvereins Vouliagmeni gewann sie zwei Siege mit ihrer Frauenmannschaft beim europäischen Champions Cup und mehrere Meisterschaften. Sie trainierte diese Mannschaft in den Jahren 2009 und 2010 und wurde durch diesen Erfolg die erste Frau, die als Wasserball Coach den Champions Cup gewann.
Nachdem sie die griechische Jugend-Frauenmannschaft erfolgreich übernommen hatte, wurde sie 2021 Trainerin der griechischen Frauennationalmannschaft, was nach eigenen Angaben ihr Traumjob darstellte. Unter ihrer Leitung gewann das Team 2022 bei der Europameisterschaft in Split die Silbermedaille und zwei Jahre später bei der Europameisterschaft in Eindhoven die Bronzemedaille. Das Team konnte sich so für die Olympischen Sommerspiele 2024 in Paris qualifizieren, wo sie den 7. Platz erreichten. Im Oktober 2024 wurde die ihre Zusammenarbeit mit dem Griechischen Schwimmverband beendet und sie trat von ihrem Posten zurück.
Neben dem Wasserball engagiert sich Kammenou auch als Hundezüchterin. Sie war 2022 Vizepräsidentin des griechischen Hundeverbands (Κυνολογικού Ομίλου Ελλάδας) und trat auch als Jurymitglied bei Hundezucht-Wettbewerben auf.
Kammenou war mit dem griechischen Wasserballspieler Kostas Kokkinakis verheiratet und hat mit ihm eine Tochter. Der griechische Politiker Panagiotis (Panos) Kammenos, der von 2015 bis 2019 Verteidigungsminister Griechenlands war, ist ihr Bruder.